# Alkmaars Nieuwsblad
Het Alkmaars Nieuwsblad is een Nederlands huis-aan-huisblad, dat elke woensdag wordt bezorgd in de Noord-Hollandse plaatsen Alkmaar, Koedijk en Oudorp. De krant heeft een oplage van 45.000 stuks. Het Alkmaars Dagblad besteedt veel aandacht aan de lokale politiek, uitgaan en voetbalclub AZ.